# Pachypodium densiflorum
Pachypodium densiflorum Baker, 1887 è una pianta della  famiglia delle Apocinacee, endemica del Madagascar.

## Descrizione
Il fusto ha la base rigonfia e molti rami eretti, cilindrici, grossi 1-2 centimetri, con zona apicale spinosa lunga 1-2 centimetri; spine brevi quasi dritte che scompaiono dopo 1-2 anni.
Le foglie ovali lunghe 2–3 cm, con peduncoli lunghi 20-40 centimetri, ciascuno con più fiori gialli, larghi fino a tre centimetri (molto più piccoli in certe varietà)

## Distribuzione e habitat
L'areale di questa specie è ristretto alle regioni semi-desertiche del Madagascar centrale.